# 앨리 헤이즈
앨리 헤이즈(Allie Haze, 1987년 5월 10일 ~ )는 미국의 포르노 배우이다.